# Beauty González
Christine Marie González (nacida el 28 de mayo de 1991, Dumaguete), conocida por su nombre artístico Beauty, es una actriz filipina. Participó en un concurso de belleza y se convirtió en la cuarta de Pinoy Big Brother: Teen Edition Plus. 

## Biografía
González es hija de padre español y madre filipina. Su familia es muy conocida en la ciudad de Dumaguete donde son dueños de una granja en Pamplona. Estudió la secundaria en el colegio Don Bosco y en la Universidad de Silliman.

## Vida personal
González es amiga cercana a la actriz y cantante Kim Chiu quien fue ganadora de la primera PBB: Teen Edition. Ella fue una de las que apagó las 18 velas de Kim en su cumpleaños número 18.

## Filmografía

### Televisión
| Año  | Título                                                   | Personaje          | Canal   |
| ---- | -------------------------------------------------------- | ------------------ | ------- |
| 2010 | Your Song: Love Me, Love You                             | TBA                | ABS-CBN |
| 2010 | Midnight DJ: "JS Prom                                    | TV5                |         |
| 2010 | Gimik 2010                                               | TBA                | ABS-CBN |
| 2010 | Bandida                                                  | TBA                | ABS-CBN |
| 2009 | Maynila (TV series)                                      | Beauty             | GMA 7   |
| 2009 | Precious Hearts Romances Presents: Somewhere In My Heart | Sis.Claire         | ABS-CBN |
| 2009 | Tayong Dalawa                                            | Dolores            | ABS-CBN |
| 2009 | Lipgloss                                                 | Anna               | TV5     |
| 2009 | Midnight DJ                                              | Guest              | TV5     |
| 2008 | Iisa Pa Lamang                                           | Genna              | ABS-CBN |
| 2008 | Pinoy Big Brother                                        | Herself/ Housemate | ABS-CBN |

### Películas
| Año  | Título              | Personaje | Canal       |
| ---- | ------------------- | --------- | ----------- |
| 2008 | My Only U           | Marge     | ABS-CBN     |
| 2010 | Ikaw Na Nga         | TBA       | Star Cinema |
| 2010 | Miss You Like Crazy | TBA       | Star Cinema |
| 2010 | Sa'Yo Lamang        | TBA       | Star Cinema |
| 2011 | Only Time           | Renee'    | Viva Films  |
| 2018 | Billie & Emma       | Amy       |             |